# Thraszümédész (szobrász)
Thraszümédész (Kr. e. 3. század) görög szobrász.

## Élete
Pároszról származott, apja neve Arignotosz volt, jobbára bronzszobrok készítésével foglalkozott. Pauszaniasz Periégétész közlése szerint Aszklépiosz epidauroszi templomába elkészítette az isten chryselephantin szobrát. A mű elveszett, római másolatai sem ismeretesek.[forrás?]